# Sandra Gee
Sandra Gee, artistnamn för Sandra Gundstedt, född 1982, är en svensk musikartist som under 2007 och 2008 blev känd för att ha gjort ett par danslåtar under skivbolaget FM Records Sweden.
Sandra Gee har släppt sex singlar. Första låten kom sommaren 2007 och heter Summertime. Sedan dröjde det till början av sommaren 2008 då låtarna If You Want Me och fotbolls-EM-låten Kom igen släpptes. Låten Kom igen sjöngs tillsammans med de före detta fotbollsproffsen Ralf Edström och Glenn Hysén. Oktober 2010 gör hon comeback med låten Turn Up the Volume.
Redan innan Sandra Gundstedt satsade på solokarriär som Sandra Gee var hon frontfigur som sångerska i gruppen Baby Alice. Hon var verksam i gruppen Baby Alice från 2006 till 2010. 2010 var hon aktuell med soloprojektet igen och startade sin ComeBack med låten Turn Up the Volume.

## Diskografi
Diskografin gäller Sandra Gees solokarriär. För övrig musik med Sandra, se Baby Alice.

### Singlar
- Summertime (2007)
- If You Want Me (2008)
- Kom igen (med Ralf Edström & Glenn Hysén) (2008)
- Everybody Loves Me (2009)
- Turn Up the Volume (2010)
- Sommar Ragg (2013)
- What's Going On (2014)